# Lira de Somalia italiana

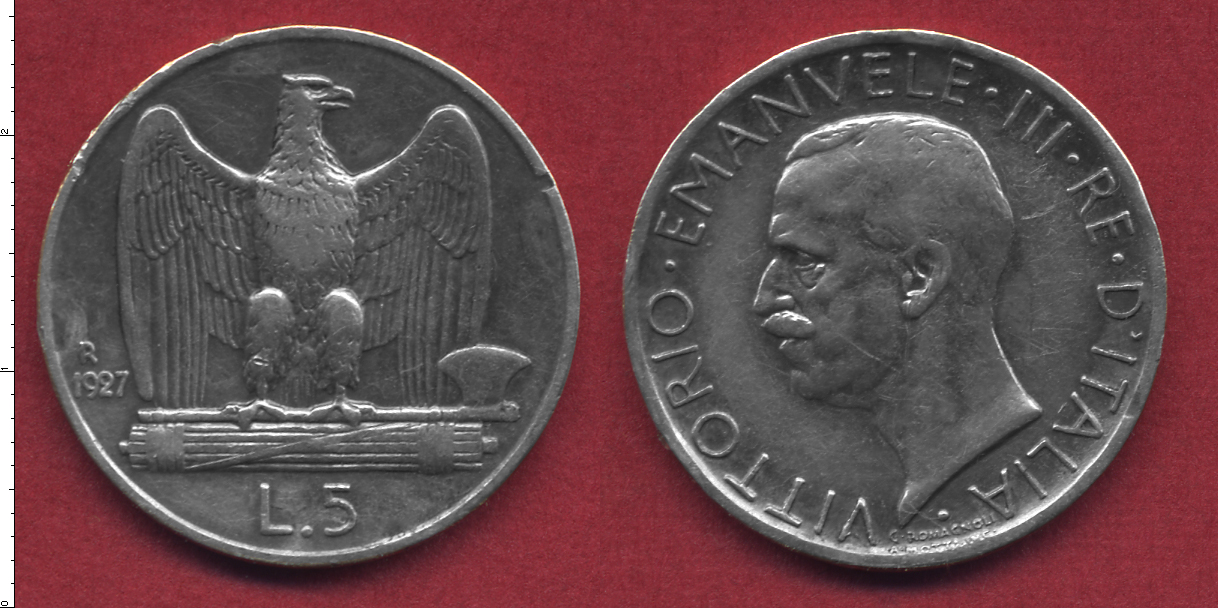
Cinco liras del Reino de Italia, 1927

La lira fue la moneda de Somalia italiana entre 1925 y 1938. Sustituyó a la rupia de Somalia italiana a una tasa de 8 liras = 1 rupia. Solo se emitieron monedas que circularon junto con las monedas y billetes de banco italianos. Desde 1938, los billetes de la lira del África oriental  italiana comenzaron a circular a partir de 1938. No se ha emitido papel moneda para esta unidad monetaria.

## Monedas
En 1925, monedas de plata en denominaciones de 5 y 10 liras fueron emitidas. Esas monedas introducidas eran un poco más grandes en tamaño respecto a las monedas de 5 y 10 de liras introducidas en el Reino de Italia al año siguiente.